# George Marinescu
Pour les articles homonymes, voir Marinescu.
George Marinescu (né le 22 juin 1965 à Brașov) est un mathématicien roumain, spécialisé en géométrie complexe, en analyse globale et en théorie spectrale.

## Formation et carrière
Marinescu obtient de l'université de Bucarest en 1988 son baccalauréat et en 1989 sa maîtrise. Il obtient son doctorat en 1994 à l'Université Paris Diderot (Université Paris 7) avec une thèse intitulée « Non-Compact Morse Inequalities and Applications » sous la direction de Louis Boutet de Monvel. Marinescu est postdoctorant de 1997 à 1998 à l'université d'Edimbourg, de 1998 à 1999 à l'Institut de mathématiques de Jussieu et de 1999 à 2000 à l'université Humboldt de Berlin, où il obtient son habilitation à diriger des recherches en 2005. Il est chercheur assistant à l'université Humboldt de Berlin de 2000 à 2005 et il est depuis 2006 professeur à l'université de Cologne. 

## Prix et distinctions
Il reçoit, conjointement avec Xiaonan Ma, le prix Ferran Sunyer i Balaguer en 2006 pour leur livre « Inégalités de Morse holomorphes et noyaux de Bergman »,,. Marinescu est lauréat du prix Simion-Stoilow 2012 décerné par l'Académie roumaine (avec la cérémonie officielle en 2014).